# Seznam českých družic
Toto je seznam českých družic, který zahrnuje všechny české a československé družice, které se dostaly na oběžnou dráhu Země.

## Seznam družic
| Název                                         | Obrázek | Datum startu          | Cíl | Průběh mise | Stav                        | Ref.          |
| --------------------------------------------- | ------- | --------------------- | --- | --- | --------------------------- | ------------- |
| Magion 1                                      |         | 24. října 1978        | výzkum zemské magnetosféry a ionosféry | Družice úspěšně prováděla měření až do své deorbitace 10. září 1981. | shořel v atmosféře          | [ 1 ]         |
| Magion 2                                      |         | 28. září 1989         | výzkum zemské magnetosféry a ionosféry | Po oddělení se otevřel pouze jeden sluneční panel ze čtyř, po deseti dnech přestal Magion 2 vysílat. Spojení bylo obnoveno 21. prosince 1989 poté, co se dostal na osvětlenou dráhu a zvýšila se jeho teplota.                                              | na orbitě, neaktivní        | [ 1 ]         |
| Magion 3                                      |         | 18. prosince 1991     | výzkum zemské magnetosféry a ionosféry aktivní a pasivní metodou                                                                             | Družice úspěšně prováděla měření až do září 1992. | na orbitě, neaktivní        | [ 1 ]         |
| Magion 4                                      |         | 3. srpna 1995         | výzkum plazmatických procesů v blízkozemním kosmickém prostoru                                                                               | Družice úspěšně prováděla měření až do 23. září 1997. | na orbitě, neaktivní        | [ 1 ]         |
| Magion 5                                      |         | 29. srpna 1996        | studie mechanismů přenosu energie ze slunečního větru do magnetosféry                                                                        | Krátce po dosažení oběžné dráhy bylo s družicí ztraceno spojení a družice byla považována za mrtvou. Po téměř 20 měsících bylo 7. května 1998 spojení opět navázáno a družice začala odesílat vědecká data. Poslední data byla přijata 2. července 2002.    | na orbitě, neaktivní        | [ 1 ]         |
| MIMOSA                                        |         | 30. června 2003       | velmi přesné měření odporu atmosféry a jiných sil negravitačního původu                                                                      | Družice se úspěšně oddělila od nosné rakety a bylo s ní navázáno radiové spojení. Nepodařilo se však odaretovat mikroakcelerometr MACEK, čímž byla znemožněna zamýšlená vědecká měření. Zemi obíhala až do 11. prosince 2011, kdy shořela v atmosféře.      | shořel v atmosféře          | [ 2 ]         |
| VZLUSAT-1                                     |         | 23. června 2017       | testování nových přístrojů a technologií, měření koncentrace kyslíku v atmosféře                                                             | Družice úspěšně fungovala téměř šest let, než dne 6. června 2023 shořela v atmosféře. Stala se tak nejdéle fungující českou družicí a také druhým nejdéle fungujícím CubeSatem typu 2U na světě. Původně se přitom počítalo jen s rokem provozu.            | shořel v atmosféře          | [ 3 ] [ 4 ]   |
| Lucky-7                                       |         | 5. července 2019      | studium vlivu kosmického prostředí na komerční elektroniku                                                                                   | Družice úspěšně provádí měření. (aktuální k prosinci 2023) | shořel v atmosféře [zdroj?] | [ 5 ]         |
| VZLUSAT-2                                     |         | 13. ledna 2022        | detekce gama záblesků, snímkování České republiky                                                                                            | Družice úspěšně provádí měření. (aktuální k prosinci 2024) | na orbitě, aktivní          | [ 6 ]         |
| BDSAT                                         |         | 1. dubna 2022         | test nových technologií | Družice byla úspěšně vynesena na orbitu a do června 2022 pracovala dle očekávání. Poté však došlo k přerušení komunikace v důsledku softwarové chyby, kterou není možné ze Země odstranit. Bylo proto rozhodnuto o vypuštění záložní družice BDSAT-2.       | shořel v atmosféře          | [ 8 ]         |
| Planetum-1                                    |         | 25. května 2022       | popularizace kosmických aktivit v České republice                                                                                            | Družice byla úspěšně vynesena na orbitu a sloužila svému účelu až do zániku v listopadu 2024. | shořel v atmosféře          | [ 9 ]         |
| BDSAT-2                                       |         | 3. ledna 2023         | opakování mise BDSAT | Družice byla úspěšně vynesena na orbitu a komunikuje. (aktuální k dubnu 2024) | na orbitě, aktivní          | [ 10 ]        |
| LASARsat                                      |         | 21. prosince 2024     | test nových technologií | Družice byla úspěšně vynesena na orbitu. | na orbitě                   | [ 11 ]        |
| SATurnin-1                                    |         | 14. ledna 2025        | pořizování snímků planety | Družice byla úspěšně vynesena na orbitu. | na orbitě                   | [ 12 ] [ 13 ] |
| TROLL                                         |         | 14. ledna 2025        | hyperspektrální snímkování Země | Družice byla úspěšně vynesena na orbitu. | na orbitě                   | [ 14 ] [ 13 ] |
| KOSTKA                                        |         | 2025 (plánováno)      | test nových technologií | plánováno | plánováno                   | [ 15 ]        |
| Drak 1–5                                      |         | 2026–2030 (plánováno) | pomoc ukrajinským ozbrojeným silám v boji proti ruské agresi: sledování pohybu vojsk, automatická identifikace objektů, šifrovaná komunikace | plánováno, výběr finančních prostředků prostřednictvím sbírky | plánováno                   | [ 16 ]        |
| BRNOsat                                       |         | 2026 (plánováno)      | experimenty vybrané na základě veřejné soutěže                                                                                               | plánováno | plánováno                   | [ 17 ]        |
| CIMER                                         |         | 2026 (plánováno)      | test nových technologií | plánováno | plánováno                   | [ 18 ]        |
| SLAVIA 1, SLAVIA 2                            |         | 2027 (plánováno)      | hledání zdrojů surovin ve vesmíru | Mise se pokusila získat prostředky k realizaci prostřednictvím programu ambiciózních misí Ministerstva dopravy ČR a Evropské vesmírné agentury, přednost však dostaly projekty QUVIK a AMBIC. K uskutečnění by tak bylo třeba nalézt jiný zdroj prostředků. | plánováno                   | [ 20 ]        |
| QUVIK (Quick Ultra-Violet Kilonovae surveyor) |         | 2028 (plánováno)      | pozorování kilonov a dalších objektů v UV spektru                                                                                            | Mise byla vybrána Ministerstvem dopravy ČR a Evropskou vesmírnou agenturou k realizaci v rámci programu ambiciózních misí. | vybráno k realizaci         | [ 21 ]        |
| AMBIC (AMBItious Czech satellite)             |         | 2028 (plánováno)      | snímkování Země, především České republiky, z oběžné dráhy                                                                                   | Mise byla vybrána Ministerstvem dopravy ČR a Evropskou vesmírnou agenturou k realizaci v rámci programu ambiciózních misí. | vybráno k realizaci         | [ 22 ]        |